# On'nagata

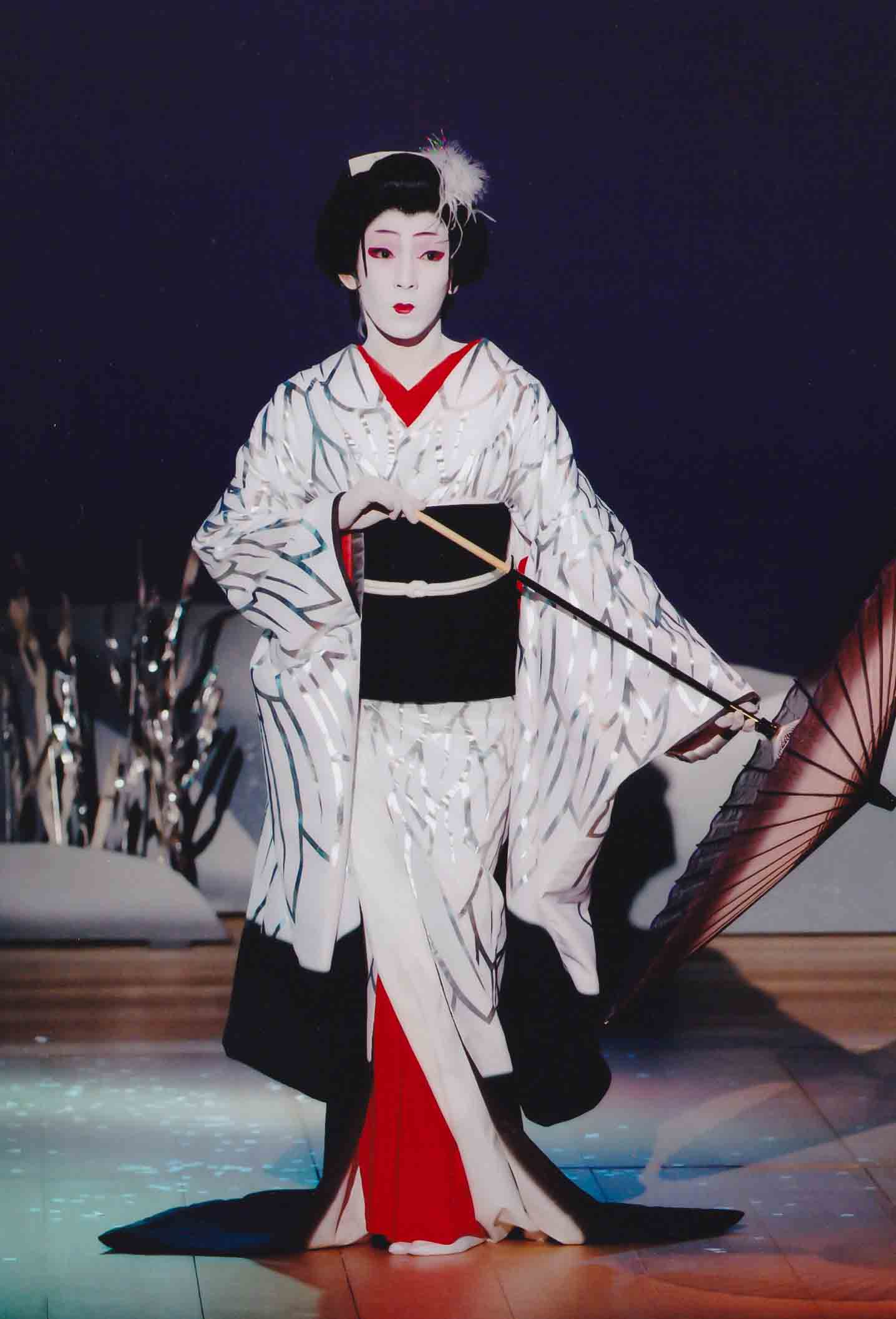
Sagimusume interpretata dallon'nagata Akifusa Guraku.

Un onnagata (女形? "a forma di donna") è un attore di sesso maschile che interpreta ruoli femminili nel teatro giapponese Kabuki.
L'espressione oyama (女形? "donna") ha identico significato, ma sta gradualmente cadendo in disuso.

## Origini
Il teatro Kabuki moderno, composto da cast di soli attori uomini, era originariamente conosciuto come yarō kabuki (kabuki maschile) per distinguerlo dalle sue prime forme. All'inizio del XVII secolo molti teatri Kabuki avevano cast di sole attrici (onna kabuki), alcune delle quali interpretavano se necessario anche ruoli maschili.
La pratica dell'onnagata era diffusa anche nel Wakashū kabuki (ragazzo kabuki), forma teatrale nata nel 1612, in cui un cast composto interamente da giovani uomini affascinanti interpreta sia ruoli maschili che femminili, spesso con temi erotici.
Gli onnagata e i wakashū (o wakashū-gata) erano oggetto di apprezzamento sia del pubblico femminile che di quello maschile e spesso si prostituivano. I cast di soli uomini diventarono la norma dopo il 1629, quando le donne furono radiate dal kabuki, a causa della forte prostituzione femminile e dei violenti litigi tra i clienti che discutevano per i favori delle attrici. Questo provvedimento non risolse comunque il problema, visto che anche i giovani attori (wakashū) erano ferventemente ricercati dai clienti.
Da quando nel 1642 i ruoli onnagata vennero proibiti, le rappresentazioni videro protagonisti solo ruoli maschili. Gli spettacoli continuarono ad avere la loro connotazione erotica e generalmente comparivano molti ruoli wakashū, spesso interpretando temi come il nanshoku (omosessualità maschile); per questo furono banditi anche gli attori wakashū.
Entrambi i ruoli furono ripristinati (nel 1644 gli onnagata e nel 1652 i wakashū) con la condizione per ogni attore, indipendentemente dal sesso del personaggio interpretato, di portare i capelli secondo il taglio da uomo adulto, ovvero con la testa rasata. Con il tempo gli attori onnagata e wakashū iniziarono a portare una piccola bandana viola (murasaki bōshi o katsura) per coprire la parte rasata. Questa consuetudine divenne un'icona del loro ruolo acquistando, di conseguenza, una connotazione erotica. Dopo l'abrogazione del divieto di portare parrucche il murasaki bōshi fu sostituito con una di queste ed ora sopravvive solo in alcune rappresentazioni più antiche e come accessorio cerimoniale.

## Dall'introduzione della cinematografia a oggi
Dopo l'introduzione della cinematografia in Giappone alla fine del XIX secolo, gli oyama continuarono ad interpretare ruoli femminili nei film fino ai primi anni 1920. In questo periodo, però, l'utilizzo di vere attrici di sesso femminile cominciò ad andare di moda con l'introduzione di film shingeki, più realistici. Gli attori oyama organizzarono così una protesta contro la Nikkatsu nel 1922, per la scarsità del lavoro.
A tutt'oggi il Kabuki rimane un teatro di soli attori uomini. Il termine oyama è ormai in disuso, sostituito dal più comune onnagata. Ancora oggi, ci si aspetta che ogni attore Kabuki abbia dimestichezza con le tecniche onnagata e, mentre l'Occidente è solito pensare all'onnagata come a mero cross-dressing o a una imitazione superficiale della donna, non c'è attore di Kabuki completo che non si sia esercitato e che non abbia appreso nella sua completezza le tecniche dell'onnagata.

## Tecniche dell'onnagata

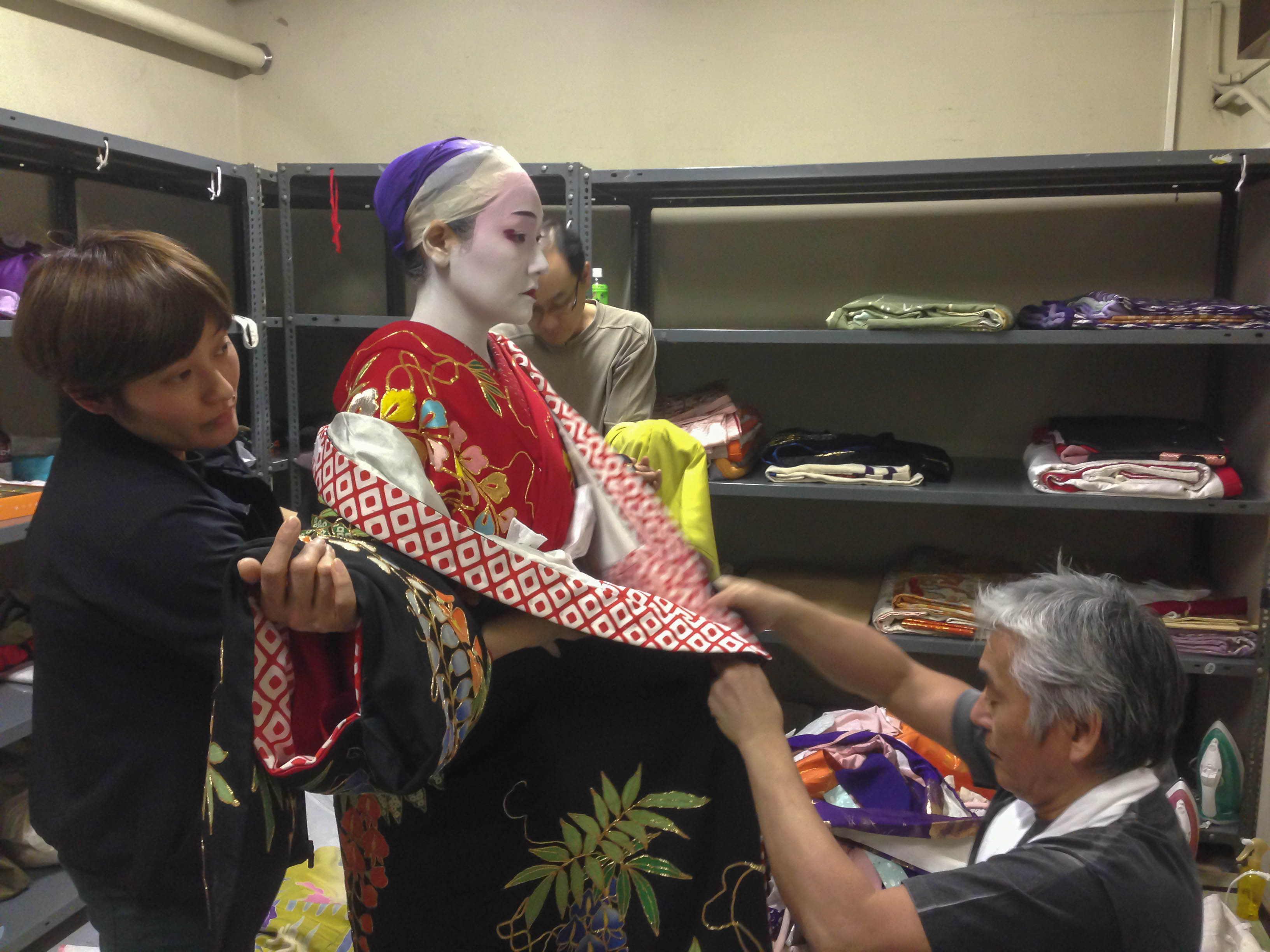
Attore onnagata viene vestito prima di uno spettacolo; particolare del murasaki bōshi.

### Costumi
Le tecniche utilizzate degli onnagata sono mirate a stimolare l'immaginazione del pubblico e lasciano immaginare corpi femminili al di sotto delle loro vesti. Per arrivare a questo fine il costume gioca una parte cruciale in questa complessa "trasformazione" fisica, in quanto crea e introduce degli elementi specifici o delle proprietà che rappresentano il "corpo" della parte o del personaggio.
I costumi possono essere paragonati ad "azioni" utilizzate nelle esibizioni, insieme ad altre come il dialogo e i gesti, per ricreare la femminilità dell'onnagata. Per quanto i gesti, il portamento e la vocalizzazione siano atti indispensabili per interpretare ruoli femminili, il costume è il veicolo primario per la performance di genere.
I canoni di abbigliamento dei costumi dell'onnagata fanno parte di un sistema complesso di stili predefiniti (kata) che sono specifici per ogni tipo di ruolo femminile: il ruolo della cortigiana (yūjo) ha i suoi elementi rappresentativi e delle allusioni erotiche, così come quello della principessa (himesama), della moglie (nyōbō), della vecchia (baba) e della strega (akuba). Ogni tipo ha il proprio "corpo" già costruito con le sue variazioni di fascino erotico. Questi stili subirono dei forti cambiamenti durante il corso degli anni, in quanto dovettero essere spesso reinventati a causa delle proibizioni imposte dal governo. Questo portò a una stilizzazione delle performance, creando in un certo senso un codice segreto, un livello di significato più profondo, nascosto nei gesti. Il processo di stilizzazione ed esagerazione innescato dalle proibizioni governative fu cruciale per l'evoluzione dello stile del teatro Kabuki. C'era un forte senso di ribellione nelle strategie degli onnagata di vestizione dei personaggi femminili, caratterizzato da uno stile quasi barocco. I concetti di asobi (gioco) e henge (trasformazione), che generalmente permeano l'estetica Kabuki, sono concetti fondamentali per lo stile dei costumi dell'onnagata.

### Corpo
Ogni onnagata deve far apparire il suo corpo molto minuto e sottile, per poter essere scambiato con una figura femminile. Per raggiungere questa esilità tutte le parti del corpo devono essere bendate e compresse, il torso lievemente piegato e ridotta la dimensione e la scala di tutti i gesti e gli schemi di movimento. Ogni parte del corpo deve essere nascosta, specie le mani, se appaiono troppo grandi. Prima vengono bendate le ginocchia. I piedi vengono puntati verso l'interno e, se possibile, un ginocchio viene posizionato dietro l'altro. Poi sono bendati i gomiti e accostati al torso. Le scapole vengono avvicinate ed abbassate, inclinando le spalle ad angolo retto, riducendo la loro ampiezza e facendo apparire il collo più lungo e più sottile. Le dita vengono schiacciate fra di loro per compattare le mani in "piccole bianche conchiglie".
Per lo più gli onnagata recitano i loro ruoli principali muovendosi fra le differenti posizioni in ginocchio, nonostante molti ruoli richiedano una grande libertà di movimento, soprattutto nelle rappresentazioni di danza. Fra queste si trova la specifica posizione tatehiza (stare sulle ginocchia) usata dalle cortigiane di alto rango.

### Voce
Una delle maggiori particolarità della recitazione di un onnagata sta nel particolare falsetto usato. L'onnagata non vuole raggiungere un'imitazione perfetta della voce femminile, ma solo un'impressione di femminilità resa attraverso tipiche intonazioni femminili e l'alternanza fra falsetto e voce naturale dell'attore. Il falsetto varia per ricreare differenze d'età fra i vari personaggi: è minore per una voce di mezza età e potrebbe non esserci del tutto per quella di una donna anziana. Esistono diverse tecniche di recitazione: una è l'ippon chōshi ("forma continua"), utilizzata per rendere un discorso importante in un momento di climax frenetico; le parole vengono pronunciate a grande velocità, senza pause e senza intonazione. L'ippon chōshi richiede un controllo del fiato che va oltre le abilità dei migliori attori. Un'altra tecnica, presa in prestito dal teatro dei burattini, è chiamata nori: usata per brevi passaggi, l'attore imita la cantilena tipica del jōruri (teatro dei burattini) recitando in modo regolare, con il ritmo simile ad un metronomo, ogni sillaba a tempo con gli accordi del shamisen. In ultimo la tecnica utilizzata dagli attori quando pronunciano parti di dialoghi in shichigochō. La voce segue uno schema cadenzato, che risale gentilmente e scende con ogni frase da cinque e sette sillabe. I migliori attori evitano di rendere sia il ritmo che la melodia troppo evidenti, introducendo intenzionalmente piccole variazioni di ritmo e intonazione.

## Famosionnagata
- Bandō Tamasaburō V
- Nakamura Utaemon VI
- Yoshizawa Ayame
- Taichi Saotome
- Sawamura Tanosuke III